# Buď a Nebe
Buď a Nebe je druhé album hudební skupiny UDG, které vyšlo 19. března 2007. Natáčelo se v průběhu ledna a února ve studiu Sono a producentem se stejně jako v případě první desky Ztraceni v inspiracích stal Milan Cimfe. Prvním singlem je skladba Předměstí. V titulní skladbě Buď a nebe si s kapelou zazpívala tehdejší přítelkyně baskytaristy Pavla Vrzáka Iva Frühlingová. Na skladbě Cowboy hip hop se podíleli hned dva další hosté – Jan Homola ze spřátelených Wohnoutů a zástupce české taneční scény, MC NuC ze skupiny Skyline. Ve skladbě Chimér a Kiss je hlavním motivem kvílivé kytarové sólo a druhá sloka je nazpívána pozpátku. Všechny texty jsou dílem Tomáše "Jugiho" Staňka kromě poslední písně. Tou je akustická, francouzsky nazpívaná skladba La Fin, k níž hudbu napsal a text složil kytarista Guillaume Kondracki. UDG ve své muzice mísí ostré kytarové riffy se silnými popovými melodiemi, ale pozorný posluchač tu najde i prvky ska či hip hopu. Velký důraz kapela klade na poetické texty plné slovních hříček, v nichž si každý může nacházet svůj vlastní smysl. Album bylo pokřtěno hned dvakrát, a to 10. a 11. dubna v pražském klubu Futurum za účasti všech hostů desky – Ivy Frühlingové, Honzy Homoly a MC NuC ze Skyline.

## Seznam písní
1. Nad jinou hladinou
2. Předměstí
3. Mary-Ann
4. Nečitelný policejní román
5. Buď a nebe
6. Chimér a Kiss
7. Cowboy hip-hop
8. Kurtizána
9. Meli-Melo
10. Ganja
11. Amélie
12. Society
13. La Fin